# Harriet Hubbard Ayer

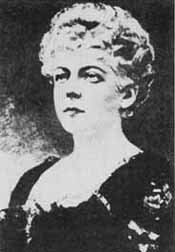
Harriet Ayer

Harriet Hubbard Ayer (* 27. Juni 1849 in Chicago; † 23. November 1903 in New York) war eine US-amerikanische Kosmetikunternehmerin. Die Kosmetikmarke Ayer trägt den Namen ihrer Gründerin.

## Leben
Harriet Hubbard Ayer war die Tochter des Immobilienhändlers George Hubbard. Ihre Familie verkehrte in den gehobensten Kreisen Chicagos. Die junge Harriet wurde als introvertiertes und ängstliches Kind beschrieben. Sie erhielt Privatunterricht. Im Alter von 15 Jahren beendete sie ihre Schulausbildung. 1865 heiratete sie mit 16 Jahren den Eisenhändler Herbert Copeland Ayer. Sie bekamen drei Töchter, von denen eine früh verstarb.
Harriet Hubbard Ayer widmete sich vollkommen und leidenschaftlich dem sozialen und kulturellen Leben. Sie reiste, las viel, spielte Theater und übersetzte einige französische Dramen. Diese unbeschwerte Phase ihres Lebens hatte ein jähes Ende, als die Geschäfte ihres Mannes scheiterten und sie die Last der Versorgung ihrer Kinder selbst tragen musste. Sie arbeitete zeitweise als Dekorateurin und Verkäuferin in einem exklusiven Möbelgeschäft. Nachdem sie 21 Jahre verheiratet war, wurde die Ehe 1886 geschieden.
Infolgedessen musste sie auch beruflich ihre eigenen Wege gehen. Sie gründete eine Kosmetikfirma in New York und stellte eine Gesichtscreme her, deren Rezeptur sie während einer Reise nach Paris exklusiv von einem französischen Apotheker erworben hatte. Diese Creme soll bereits von Madame Récamier, einer berühmten Zeitgenossin Napoleons, angewendet worden sein. Neben ihrem eigenen Namen brachte Harriet Hubbard Ayer den Namen Récamiers auf dem Creme-Etikett an, machte ihr Produkt dadurch landesweit bekannt und erwies sich als Wegbereiterin der modernen Werbepsychologie.
Familiäre Probleme überschatteten jedoch bald ihre beruflichen Erfolge und die ihrer Firma. James Seymour, Geschäftspartner und Schwiegervater ihrer gleichnamigen Tochter Harriet behauptete, sie sei geisteskrank und würde das Unternehmen herunterwirtschaften. Es folgte eine lange Zeit persönlicher und gerichtlicher Auseinandersetzungen, die schließlich darin mündeten, dass sie ihre Geschäftsanteile verlor.
1896 wurde sie vom Herausgeber der New York World engagiert und schrieb bis zu ihrem Tod eine wöchentliche Kolumne mit Schönheitstipps. Dabei gab sie Ratschläge zur Körperpflege, typgerechter Bekleidung, gesunder Ernährung und Gymnastik.
Die Frauen der damaligen Zeit sehnten sich nach Schönheitsinformationen, was sich in den vielen täglichen Anfragen zeigte. Harriet Hubbard veröffentlichte daraufhin 1899 ein Buch, in dem sie auf 500 Seiten praktische Ideen, Rezepte und Anregungen zur Körperpflege gibt. Neben kosmetischen Ratschlägen zählen dazu Anleitungen zu Gymnastikübungen, Erläuterungen über Massage-Techniken und Ernährungstipps. Mit diesen Beiträgen kann sie als Pionierin der modernen Ganzheitskosmetik betrachtet werden. 1903 verstarb sie in New York an einer Lungenentzündung.

## Wirken
Harriet Hubbard Ayer war Vorreiterin der berühmten US-amerikanischen Kosmetik-Unternehmerinnen des 20. Jahrhunderts: Helena Rubinstein (1870–1965), Elizabeth Arden (1878–1966) und Estée Lauder (1906–2004).
In den 1920er Jahren, der sogenannten „Belle Epoque“, war der Schönheitssalon Harriet Hubbard Ayer in Paris sehr bekannt und wurde von den Berühmtheiten dieser Zeit besucht. Unter ihnen die Schauspielerin Sarah Bernhardt, die Harriet Hubbard Ayer noch persönlich kannte.
1930 kaufte die US-Niederlassung der britischen Firma Lever Brothers die Harriet Hubbard Ayer Inc. aus New York. Der Geschäftsmann und Architekt Charles Luckman (1909–1999) tätigte die Transaktion im Auftrag von Lever Brothers. 1935 wurde der Sitz der Firma Harriet Hubbard Ayer unter der Führung des britisch-holländischen Konzerns Unilever nach Paris verlegt.
In den 1950er, 1960er und 1970er Jahren wurden viele bahnbrechende Kosmetikinnovationen entwickelt, sowohl im Pflege- als auch im Duft- und dekorativen Bereich. Ferner hat Ayer in der Werbung Geschichte geschrieben und wird in Born in 1842. A History of Advertising von Publicis (2006) erwähnt. Der internationale Slogan war „The finest of beauty products for those who demand the best“. Der Star-Visagist Olivier Echaudemaison (ab 1968 bei Harriet Hubbard Ayer Paris) schminkte mit Ayer-Produkten die gekrönten Häupter dieser Welt anlässlich ihrer Hochzeiten, so 1973 die britische Prinzessin Anne, 1980 Gloria von Thurn und Taxis und 1981 Lady Diana.
Die Vermarktung der Marke Ayer in Deutschland begann 1952 durch das Parfumhaus Gottschalk. Die Alleinvertriebsrechte für Deutschland gingen 1966 an die Firma Imperial Kosmetik München über. 1985 verkaufte Unilever die Marke Ayer an die Firma Imperial Kosmetik, die damals der umsatzstärkste Importeur der Marke weltweit war. So gründeten 1985 die Inhaber der Imperial Kosmetik die Firma Harriet Hubbard Ayer GmbH. Seitdem fungiert Imperial Kosmetik als Hersteller und Vertriebsfirma der Marke Ayer für Deutschland. Die Firma Harriet Hubbard Ayer steuert von München aus den Weltvertrieb. Bis heute stellt die Marke eine Kosmetik für höchste Ansprüche dar und zeichnet sich durch Kontinuität und Tradition aus, gekoppelt mit ständigen Produktinnovationen gemäß den neuesten Entdeckungen der Kosmetologie.